# Frullania tamsuina
Frullania tamsuina là một loài Rêu trong họ Jubulaceae. Loài này được Stephani mô tả khoa học đầu tiên..